# Mioxena
Mioxena là một chi nhện trong họ Linyphiidae.